# Svizzera all'Eurovision Song Contest 1963
La Selezione Svizzera per l'Eurofestival 1963 si svolse a Ginevra il 9 febbraio 1963.

## Canzoni in ordine di presentazione
| Posizione | Canzone                        | Artista        |
|           | Komme mit mir                  | Anita Traversi |
|           | Mon petit bolero               | Jo Roland      |
|           | Voglio vivere                  | Anita Traversi |
| 1.        | T'en va pas                    | Esther Ofarim  |
|           | La più bella canzone del mondo | Anita Traversi |
|           | Einmal in Mexico               | Willy Schmid   |